# Luigi Denza

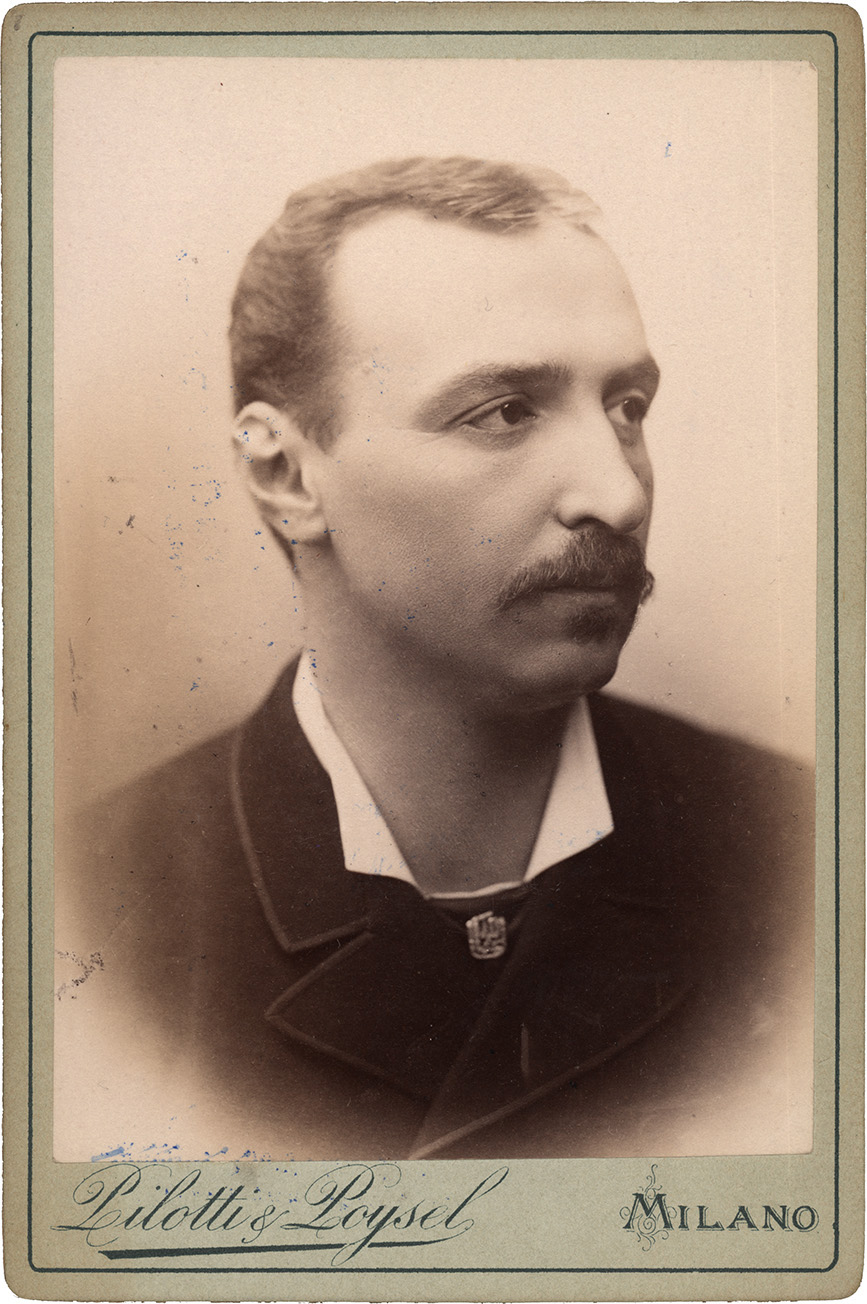
Portrait de Luigi Denza

Luigi Denza (né le 24 février 1846 à Castellammare di Stabia, dans la province de Naples, en Campanie – mort le 27 janvier 1922 à Londres) est un compositeur italien de la seconde moitié du XIXe et du début du XXe siècle.

## Biographie
Luigi Denza commença à étudier la musique au conservatoire de San Pietro a Majella de Naples.
En 1876, il monta à Naples sa comédie Wallenstein. Il devint professeur de chant au Conservatoire de Naples et en 1879, et émigré à Londres, il fut codirecteur de l'Académie de musique de Londres jusqu'en 1898, puis professeur de chant à l'Académie Royale de Musique, dont il a assuré la présidence jusqu'à sa mort.
Auteur de huit cents compositions musicales, il fut célèbre surtout pour Funiculì funiculà, composé pour la Piedigrotta de 1880, d'après les paroles de Giuseppe Turco, à l'occasion de l'inauguration du funiculaire du Vésuve.
La ville de Naples a baptisé une rue à son nom, et érigé à l'hôtel de ville un buste en sa mémoire.